# Peter Lund (Autor)
Peter Lund (* 30. Dezember 1965 in Flensburg) ist ein deutscher freischaffender Regisseur und Autor. Von 2002 bis 2022 war er als Professor für Schauspiel und Integrale Arbeit sowie später Studiengangsleitung des Studienganges Musical/Show an der Universität der Künste Berlin tätig.

## Berufliches Leben
Lund absolvierte sein Abitur in Flensburg. Er studierte Architektur in Berlin und arbeitete seit 1985 als freischaffender Regisseur und Autor, unter anderem in Braunschweig, Hannover, Darmstadt, Bremen, Hamburg, Basel, Innsbruck und Wien. 1985 gründete er die Gruppe Comp&Co. Von 1996 bis 2004 war er Künstlerischer Leiter der Neuköllner Oper in Berlin. Von 2002 bis 2022 war er Professor sowie später Studiengangsleitung am Studiengang Musical/Show an der Universität der Künste Berlin.
In der langjährigen Kooperation zwischen der Neuköllner Oper und der Universität der Künste schrieb und inszenierte Lund über 25 Musicals für die abschließenden Jahrgänge des Studiengangs Musical/Show.
Neben seiner Arbeit als Musiktheaterregisseur zeichnet sich Lund aus als Autor des neuen deutschsprachigen Musicals. Seine Musical bemühen sich, dem Medium neue Aspekte abzugewinnen. Vor allem in der Zusammenarbeit mit den Komponisten Thomas Zaufke und Wolfgang Böhmer stellt Lund zeitgenössische und alltägliche Wirklichkeit auf die Bühne, teils eher realistisch mit Das Wunder von Neukölln, Babytalk, Leben ohne Chris oder Mein Avatar und ich, teils mehr kabarettistisch mit Die Krötzkes kommen, Letterland und Held Müller. Bei seinen Kinderstücken setzt er oft auf satirische Bearbeitungen von Märchen oder Kinderbüchern wie bei Cinderella passt was nicht, Der gestiefelte Straßenkater oder Maja und Co. Zu Lunds erfolgreichsten Werken zählt sein immer wieder aufgeführtes Kinderstück Hexe Hillary geht in die Oper.
Lunds Stücke, Liedtexte und Inszenierungen wurden mehrfach ausgezeichnet, u. a. mit dem Deutschen Musical Theater Preis und dem Österreichischen Musiktheaterpreis.

## Persönliches Leben
Lund lebt in Berlin und ist seit 2020 verheiratet mit dem Schriftsteller Mario Fesler. Als offen homosexueller Mann ist er einer der wichtigsten Stimmen im queeren deutschsprachigen Musiktheater.

## Werke
| Musicals - Hexen (1991), Musik: Danny Ashkenasi (UA: 11. November 1991, Intimes Theater Berlin) - No Sex (1993), Musik: Niclas Ramdohr (UA: 17. April 1993, KAMA Berlin) - Lothar ich liebe dich (1993), Musik: Wolfgang Böhmer (UA: 18. November 1993, Freiburger Vorderhaus) - Nero Kaiserkind (1994), Musik: Niclas Ramdohr, (UA: 9. April 1994, Theater des Westens Berlin) - Na also – wird doch! (1995), Musik: Winfried Radeke (UA: 23. November 1995, Neuköllner Oper) - Verraten und Verkauft (1996), Musik: Niclas Ramdohr (UA: 20. August 1996, Neuköllner Oper, Berlin) - Das Wunder von Neukölln (1998), Musik: Wolfgang Böhmer (UA: 4. Dezember 1998, Neuköllner Oper, Berlin) - The Gershwin Songbook (1998), Musik: Niclas Ramdohr (UA: 7. Dezember 1998, Neuköllner Oper Berlin) - How to succeed in business without really trying (1999), Musik: Niclas Ramdohr, (UA: 24. Juni 1999, Neuköllner Oper) - Baby Talk (2000), Musik: Thomas Zaufke (UA: 30. April 2000, Neuköllner Oper Berlin) - Die Krötzkes kommen (2001), Musik: Niclas Ramdohr (UA: 21. Februar 2001, Neuköllner Oper) - Love Bite – Biss ins Herz (2001), Musik: Wolfgang Böhmer (UA: 14. Juni 2001, Neuköllner Oper, Berlin) - Die Krötzkes sind drin (2002), Musik: Niclas Ramdohr (UA: 28. März 2002, Neuköllner Oper Berlin) - Jumping Jack (2003), Musik: Wolfgang Böhmer (12. Februar 2003, Theater der Jugend, Wien) - Panik Sound Club (2003), Musik: Niclas Ramdohr (UA: 5. Juni 2003, Neuköllner Oper, Berlin) - Elternabend (2003), Musik: Thomas Zaufke (UA: 21. November 2003, Neuköllner Oper, Berlin. Regie: Bernd Mottl) - Der Elefantenmensch (2004), Musik: Niclas Ramdohr, (UA: 12. März 2004, Theater der Jugend, Wien) - Letterland (auch: Erwin Kannes – Trost der Frauen) (2005), Musik: Thomas Zaufke, (UA: 21. Juni 2005, Neuköllner Oper) - Der Gestiefelte Straßenkater (2006), Musik: Thomas Zaufke (UA: 30. März 2006, Theater der Jugend, Wien) - Held Müller (2006), Musik: Thomas Zaufke (UA: 1. Mai 2006, Neuköllner Oper Berlin, Regie: Bernd Mottl) - Kauf Dir ein Kind (2007), Musik: Thomas Zaufke (UA: 23. Juni 2007, Neuköllner Oper Berlin) - Big Money (2011), Musik: Thomas Zaufke (UA: 9. März 2011, Staatstheater Karlsruhe) - Frau Zucker will die Weltherrschaft (2011), Musik: Wolfgang Böhmer (UA: 13. Oktober 2011, Neuköllner Oper, Berlin) - Stimmen im Kopf (2013), Musik: Wolfgang Böhmer (UA: 21. März 2013, Neuköllner Oper, Berlin) - Schwestern im Geiste (2014), Musik: Thomas Zaufke (UA: 13. März 2014, Neuköllner Oper Berlin) - Grimm! – Die wirklich wahre Geschichte von Rotkäppchen und ihrem Wolf (2014), Musik: Thomas Zaufke (UA: 7. Dezember 2014, Oper Graz) - Stella – Das blonde Gespenst vom Kurfürstendamm (2016), Musik: Wolfgang Böhmer (UA: 23. Juni 2016, Neuköllner Oper, Berlin) - Paradise Lost – The Genesis of Musical (2022), Musik: Thomas Zaufke (UA: 11. Juni 2022, Neuköllner Oper, Berlin) - Rockin’ Rosie (Kammermusical) Musik Wolfgang Böhmer (UA 9. November 2022, Staatstheater am Gärtnerplatz) Kinder- und Jugendstücke - Der Frosch muss weg (1996), Musik: Winfried Radeke (UA: 27. November 1996, Neuköllner Oper, Berlin) - Hexe Hillary geht in die Oper (1997), Musikarrangement: Winfried Radeke (UA: 19. März 1997, Neuköllner Oper, Berlin) - Hexe Hillary und der beleidigte Kontrabass (1998), Musik und Co-Autor: Winfried Radeke (UA: 14. Oktober 1998) - Cinderella passt was nicht (2000), Musik: Thomas Zaufke (UA: 30. November 2000, Neuköllner Oper Berlin) - Ugly Ducklings (2007), Musik: Thomas Zaufke (UA: 25. Mai 2007, Staatsschauspiel Hannover, Ballhof 2) - Leben ohne Chris (2009), Musik: Wolfgang Böhmer (UA: 2. April 2009, Neuköllner Oper, Berlin) - Mein Avatar und ich (2010), Musik: Thomas Zaufke (UA: 25. November 2010, Neuköllner Oper, Berlin) - Kopfkino (2017), Musik: Thomas Zaufke (UA: 13. April 2017, Neuköllner Oper, Berlin) - Welcome to Hell (2018), Musik: Peter Michael von der Nahmer (UA: 15. März 2018, Neuköllner Oper, Berlin) - In 80 Tagen um die Welt (2024), Musik: Jonathan Dove (UA: 17. November 2024, Opernhaus Zürich) | Theater- und Musiktheaterstücke - Zarah 47 (1992), Musik: diverse (UA: 4. Juli 1992, Theater Greifswald) - Dein ist mein ganzes Herz (1997), Musik: Winfried Radeke (UA: 28. August 1997, Neuköllner Oper, Regie: Tilman Gersch) - HerzLos (2005), Musik: Wolfgang Böhmer (UA: 5. April 2005, Theater der Jugend, Wien) - Die letzte Kommune (2013), Musik: Thomas Zaufke (UA: 21. September 2013, Grips-Theater, Berlin) Adaptionen und Überarbeitungen - Wir pfeifen auf den Gurkenkönig (1990) nach dem Roman von Christine Nöstlinger (UA: 28. Januar 1990, Hebbel-Theater, Berlin) - L’oca del Cairo (Die Gans von Kairo) (1991) nach der Oper von Wolfgang Amadeus Mozart, Musik: Winfried Radeke (UA: 11. Mai 1991, Neuköllner Oper Berlin) - Der Spielverderber (1992) nach Hochzeitsnacht im Paradies von Friedrich Schröder, Musik: Winfried Radeke (UA: 24. September 1992, Neuköllner Oper Berlin) - Aurora (1993) nach der Oper von E.T.A. Hoffmann (UA: 20. Mai 1993, Neuköllner Oper Berlin) - Perlen vor die Säue (1994) nach der Operette nach Jacques Offenbach (UA: August 1994, KAMA Theater Berlin) - Gluck Gluck Gluck (1994) nach Opern von Christoph Willibald Gluck (UA: 7. Oktober 1994, Neuköllner Oper Berlin) - Primadonnen – Eine ziemlich komische Oper (1995) nach Carlo Goldonis Der Impresario von Smyrna, Musik: Marc-Aurel Floros (UA: 31. August 1995, Theater im Zimmer, Hamburg) - Die Freunde von Salamanka (1996) nach der Oper von Franz Schubert (UA: 25. April 1996, Neuköllner Oper) - Die Blume von Hawaii (1996) nach der Operette von Paul Abraham, Musik: Winfried Radeke (UA: 14. November 1996, Neuköllner Oper Berlin) - Lady, Be Good! (1997) nach dem Musical von George und Ira Gershwin (Premiere 19. Juni 1997, Neuköllner Oper) - Die Legende vom Krabat (1997) nach der sorbischen Sage (UA: Teil 1 (Die Rote Dame) 18. November 1997, Teil 2 (König und Narr) 26. November 1997, Neuköllner Oper Berlin) - The Boys from Syracuse (1998) nach dem Musical von Richard Rodgers und Lorenz Hart, Musik: Wolfgang Böhmer (UA: 18. Juni 1998, Neuköllner Oper Berlin) - Messeschlager Gisela (1998) von Gerd Natschinski (UA: 12. Februar 1998, Neuköllner Oper Berlin) - Der glückliche Prinz (2000) nach Oscar Wilde, Musik: Wolfgang Böhmer (UA: 23. März 2000, Neuköllner Oper, Berlin) - SommerNachtTraum (2000) nach William Shakespeare, Musik: Wolfgang Böhmer (UA: 22. Juli 2000, Stift Neuzelle) - Orpheus in der Unterwelt (2000) nach der Oper von Jacques Offenbach (UA: 9. Dezember 2000, Theater am Goetheplatz, Bremen) - Kaisers Nachtigall (2002) nach dem Märchen von Hans Christian Andersen (UA: Oktober 2002, Neuköllner Oper Berlin. Regie: Rogier Hardeman) - Orpheus und Euridice (2002) nach der Oper von Christoph Willibald Gluck und Ranieri de’ Calzabigi (UA: 22. September 2012, Theater Regensburg) - Die Dollarprinzessin (2004) nach der Operette von Leo Fall (UA: 6. November 2004, Theater Erfurt) - Maja & Co (2006), nach der Operette L' Abeile Maya von Jacques Offenbach nach dem Roman von Waldemar Bonsels, Musik: Wolfgang Böhmer (Premiere: 30. November 2007, Neuköllner Oper Berlin) - Kiss Me, Kate (2012) nach dem Musical von Cole Porter und Samuel und Bella Spewack (UA: 27. Oktober 2012, Regie: Bernd Mottl) - Jedermann – Die Rockoper (2014) nach Hugo von Hofmannsthal, Musik: Wolfgang Böhmer (UA: 10. Juli 2014, DomStufen-Festspiele, Erfurt, Regie: Peter Lund) - Lizzy Carbon und der Klub der Verlierer (2023) nach einem Jugendbuch von Mario Fesler (UA: 17. Oktober 2023, Theater der Jugend, Wien, Regie: Peter Lund) CDs - Elternabend – Das Musical (2003) - Letterland – Das Musical (2007) - Held Müller – Ein deutsches Musical (2007) - Kauf dir ein Kind! – Original Berlin Cast 2007 (2008) - Leben Ohne Chris – Original Berlin Cast (2010) - Ugly Ducklings – Original Hannover Cast (2011) - Mein Avatar und ich (2011) - Stimmen im Kopf (2013) - Schwestern im Geiste (2015) - Stella – Das blonde Gespenst vom Kurfürstendamm (2017) - Kopfkino (2017) |  |

## Inszenierungen (Auswahl)
- Die Fledermaus, Operette von Johann Strauss (Premiere  6. Juli 1987 Ensemble Theater Berlin)
- Die lustige Witwe, Operette von Franz Lehár (Premiere 10. Juni 1989, Foyer des Theater des Westens, Berlin)
- 10 Mädchen und kein Mann, nach der Operette Die schöne Galathée von Franz von Suppè (Premiere 12. Februar 1994, Staatstheater Braunschweig)
- La finta giardiniera, Oper von Wolfgang Amadeus Mozart (Premiere 7. Januar 1995, Staatstheater Braunschweig)
- Così fan tutte, Oper von Wolfgang Amadeus Mozart (Premiere 3. Februar 1996, Staatstheater Braunschweig)
- Alice, nach dem Buch Alice im Wunderland von Lewis Carroll, Musik: Hanno Siepmann (Premiere 25. Februar 1999, Neuköllner Oper, Berlin)
- Hänsel und Gretel, Kinderoper von Engelbert Humperdinck (Premiere November 1999, Landestheater Innsbruck)
- Assassins, Musical von Stephen Sondheim und John Weidman, (Premiere 12. Juni 2002, Neuköllner Oper)
- Agrippina von Georg Friedrich Händel (Premiere 24. Februar 2008, Staatstheater Saarbrücken)
- My Fair Lady Musical von Alan J. Lerner und Frederick Loewe (Premiere 31. Juli 2008, Admiralspalast, Berlin)
- Der Rosenkavalier von Richard Strauss und Hugo von Hofmannsthal (Premiere 13. März 2010, Staatstheater Darmstadt)
- Der Zarewitsch Operette von Franz Lehár, Bela Jenbach und Heinz Reichert (Premiere 15. Juli 2010, Seefestspiele Mörbisch)
- Frau Luna, Operette von Paul Lincke (Premiere: 22. September 2012, Theater Regensburg)
- Le nozze di Figaro (Die Hochzeit des Figaro) von Wolfgang Amadeus Mozart (Premiere 11. Oktober 2014, Theater Osnabrück)
- Axel an der Himmelstür, Operette von Ralph Benatzky (Premiere 17. September 2016, Volksoper Wien)
- Die Zirkusprinzessin, Operette von Emmerich Kálmán (Premiere 11. Februar 2017, Opernhaus Graz[2])

Zudem konzipierte Lund 2010 den Musikabend Ein Herz sucht einen Parkplatz (Musik: Adam Benzwi, UA: 5. Dezember 2010, Neuköllner Oper Berlin).

## Essays
- Someday Mister Prince Will Come. In: Armin Geraths: Creating the «New Musical»: Harold Prince in Berlin, Verlag Peter Lang, Frankfurt am Main, Berlin, Bern et al., 2006.

## Auszeichnungen
Deutscher Musical Theater Preis
- 2015: Auszeichnung in der Kategorie Bestes Buch (Grimm!)[3]
- 2016: Auszeichnung in der Kategorie Bestes Buch (Stella – Das blonde Gespenst vom Kurfürstendamm)
- 2016: Auszeichnung in der Kategorie Beste Liedtexte (Stella – Das blonde Gespenst vom Kurfürstendamm)[4]
- 2018: Auszeichnung in der Kategorie Bestes Buch (Welcome to Hell)
- 2018: Nominierung in der Kategorie Beste Regie (Welcome to Hell)
- 2021: Nominierung in der Kategorie Bestes Buch (Eine Stimme für Deutschland)
- 2021: Nominierung in der Kategorie Beste Liedtexte (Eine Stimme für Deutschland)
- 2023: Auszeichnung in der Kategorie Bestes Buch (Frankensteins Braut)

Österreichischer Musiktheaterpreis
- 2014: Nominierung für die Beste Regie (Frau Luna – Volksoper Wien)
- 2018: Auszeichnung für die Beste Regie (Axel an der Himmelstür – Volksoper Wien)[5]